# Eva Nill
Eva Comello (25 de junio de 1909-15 de agosto de 1990), más conocida como Eva Nill, fue una actriz de cine brasileña.
Hija del italiano Pietro Comello y hermana del actor Ben Nill (Roger Comello), Eva fue una de las actrices favoritas del cineasta Humberto Mauro durante el Ciclo de Cataguases.
Apareció en los largometrajes Valadião, o Cratera (1925) de Humberto Mauro; Na Primavera da Vida (1926), dirigida por Humberto Mauro; Senhora Agora Even (1928), dirigida por Pedro Comello y Barro Humano (1929), dirigida por Adhemar Gonzaga, actualmente las películas se consideran perdidas, y solo quedan únicamente fotografías.
Su rostro apareció 2 veces en la portada de la revista Cinearte, lo que ayudó a consolidar su fama y crear el mito, siendo llamada por varios "La Greta Garbo brasileña".
Cuando se retiró de la industria cinematográfica, a finales de la década de 1920, comenzó a trabajar como fotógrafa en Cataguases juntó con su padre.
Nunca se casó, y falleció el 15 de agosto de 1990 en Cataguases.

## Filmografía
| Año  | Título                | Papel     | Notas            |
| ---- | --------------------- | --------- | ---------------- |
| 1929 | Barro Humano          | Diva      | Película Perdida |
| 1928 | Senhorita Agora Mesmo | Lili      | Película Perdida |
| 1926 | Na Primavera da Vida  | Camponesa | Película Perdida |
| 1925 | Valadião, o Cratera   |           | Película Perdida |